# Консепсьон (провинция, Чили)
Провинция Консепсьон  (исп. Provincia de Concepción) — провинция в Чили в составе области Био-Био. Административный центр — Консепсьон.
Включает в себя 12 коммун.
Территория — 3496 км². Население — 995 658 человек (2017). Плотность населения — 284.8 чел./км².
Административный центр — Консепсьон.

## География
Провинция расположена на западе области Био-Био.
Провинция граничит:
- на севере — провинция Ньюбле;
- на востоке — провинция Био-Био;
- на юге — провинция Арауко;
- на западе — Тихий океан.

## Административное деление
Провинция включает в себя 12 коммун:
- Консепсьон, административный центр — Консепсьон;
- Коронель, административный центр — Коронель;
- Чигуаянте, административный центр — Чигуаянте;
- Флорида, административный центр — Флорида;
- Уальпен, административный центр — Уальпен;
- Уальки, административный центр — Уальки;
- Лота, административный центр — Лота;
- Пенко, административный центр — Пенко;
- Сан-Педро-де-ла-Пас, административный центр — Сан-Педро-де-ла-Пас;
- Санта-Хуана, административный центр — Санта-Хуана;
- Талькауано, административный центр — Талькауано;
- Томе, административный центр — Томе.